# Евгени Божанов
Евгени Божанов е български пианист, роден на 10 март 1984 г. в град Русе.

## Биография
Евгени Божанов започва музикалното си обучение на 6 години. Дебютира като солист с Русенската филхармония на 12-годишна възраст с Концерт №13, K. 415 на Моцарт. Учи в класа на Евгени Желязков в Националното училище по изкуствата „Проф. Веселин Стоянов“. През 2001 г. заминава за Германия, където започва обучение във Висшето училище по музика и танц – Фолкванг в Есен при при проф. Борис Блох. От 2005 г. учи при проф. Георг Фридрих Шенк във Висшето училище „Роберт Шуман“ в Дюселдорф.
Евгени Божанов е носител на награди и от националните конкурси „Светослав Обретенов“ и „Димитър Ненов“ в България (1996, 1997). Също така е носител на първи награди от международните конкурси „Жонес Мюзикал“ – Румъния (1998), Фолкванг наградата на град Есен, Германия (2002), „Шопен“ – Кьолн, Германия (2004), „Карл Бехщайн“ – Рур, Германия (2006), „Алесандро Казагранде“ – Терни, Италия (2008), както и на втора награда (при неприсъдена първа) от „Святослав Рихтер“ в Москва (2008) и Втора награда на международния конкурс „Кралица Елизабет“, Белгия през 2010 г. Той е и финалист на международния конкурс по пиано „Ван Клайбърн“, САЩ през 2009 г.
| „ | През 2010 Евгени Божанов се явява на конкурса „Фредерик Шопен“ във Варшава и въпреки че е абсолютен фаворит на публиката, журито (което не обича новаторите) не му присъжда Голямата награда, но затова е поканен да открие Шопеновия фестивал в полската столица с рецитал и с Първия клавирен концерт на Шопен през 2011, както и редица възможности да свири с някои от най-именитите европейски оркестри. И следва една сериозна кариера, със сериозни оркестри и впечатляващи партньорства в камерната музика. | “ |